# Вощинин, Александр Павлович
Вощинин Александр Павлович (28 декабря 1937 — 17 июня 2008) — профессор, доктор технических наук, один из советских и российских исследователей в области методов анализа данных.
Автор более 150 печатных научных трудов, в том числе 8 книг. Его ученики из России, с Украины, из Грузии, Кыргызстана, Болгарии, Вьетнама, Кореи защитили 17 кандидатских и докторских диссертаций. Он участвовал более чем в 50 международных и национальных конференциях. Развитие работ по планированию эксперимента привело к созданию им научного направления, основанного на явном учете интервальной неопределенности исходных данных.

## Биография
В 1965 году Александр Павлович Вощинин окончил Московский энергетический институт по специальности «Автоматика», в 1973 году защитил кандидатскую диссертацию и в 1984 году — докторскую по проблемам анализа данных и оптимизации в условиях стохастической и интервальной неопределенности. С 1986 года Вощинин — профессор Московского энергетического института.
В качестве приглашенного профессора читал лекции в Болгарии, Алжире, Шотландии, Турции, Бразилии, Словакии. В 1994—1997 годах Вощинин был профессором кафедры математики в Университете города Газиантеп (Турция).
С 2002 года — начальник отдела разработки и сопровождения моделей и инструментальных средств для обоснования развития атомной энергетики Центрального научно-исследовательского института управления, экономики и информации Росатома. Руководил работами по сценарному и вариантному обоснованию развития атомной энергетики России в долгосрочной перспективе, являясь одним из ведущих специалистов в этой области.
Более 30 лет Вощинин активно работал в составе секции «Математические методы исследования» (создана В. В. Налимовым и Б. В. Гнеденко) редколлегии журнала «Заводская лаборатория». Многие его научные труды были опубликованы в этом журнале.

## Труды
- Бородюк В.П., Вощинин А.П., Иванов А.З. и др. Статистические методы в инженерных исследованиях (лабораторный практикум) 1983. 216 с.
- Вощинин А. П. Метод оптимизации объектов по интервальным моделям целевой функции. — М.: МЭИ, 1987. 109 с.
- Вощинин А. П., Сотиров Г. Р. Оптимизация в условиях неопределенности. — М.: МЭИ, София: Техника, 1989. — 224 с. — (Учебное пособие для втузов[3])
- Вощинин А. П., Акматбеков Р. А. Оптимизация по регрессионным моделям и планирование эксперимента. — Бишкек: Илим, 1992.
- Вощинин А. П. Метод анализа данных с интервальными ошибками в задачах проверки гипотез и оценивания параметров неявных линейно параметризованных функций // Заводская лаборатория. 2000. Т.66, № 3. С.51-65.
- Вощинин А. П. Интервальный анализ данных: развитие и перспективы // Заводская лаборатория. 2002. Т.68, № 1. С.118-126.
- Вощинин А. П., Бронз П. В. Построение аналитических моделей по данным вычислительного эксперимента в задачах анализа чувствительности и оценки экономических рисков // Заводская лаборатория. — 2007. — Т.72. — № 1. — С.101-105.
- Вощинин А. П., Скибицкий Н. В. Интервальный подход к выражению неопределенности измерений и калибровке цифровых измерительных систем // Заводская лаборатория. — 2007. — Т.72. — № 11. — С.66-71.

## Приглашённые доклады на международных конференциях
- IMCP'04: Interval Mathematics and Constraint Propagation methods (Новосибирск, 2004) [4]
- 11th World Congress on Automatic Control (Таллин, 1990)[5][6]